# Богданово (Пензенская область)
Богда́ново — деревня Ульяновского сельсовета Тамалинского района Пензенской области. На 1 января 2004 года — 32 хозяйства, 61 житель.

## География
Деревня расположена на левом берегу реки Тамала, в 1 км юго-восточнее районного центра Тамала, расстояние до центра сельсовета села Ульяновка — 17 км.

## История
По исследованиям историка — краеведа Полубоярова М. С., деревня образована в начале XX века, входила в состав Дуровской волости Сердобского уезда Пензенской губернии. В 1939 и 1955 годах — в Тамалинском сельсовете Пензенской области, с 1966 года — в составе Берёзовского сельсовета Тамалинского района. Согласно Закону Пензенской области № 1992-ЗПО от 22 декабря 2010 года Берёзовский сельсовет упразднён, деревня передана в Ульяновский сельский совет.
В 1950-х годах в деревне находилось отделение совхоза «Тамалинский».

## Численность населения
| год                | 1910     | 1939 | 1959 | 1979 | 1989 | 1996 | 2004 |
| ------------------ | -------- | ---- | ---- | ---- | ---- | ---- | ---- |
| количество жителей | около 70 | 306  | 215  | 132  | 89   | 76   | 61   |

## Улицы
- Центральная.

## Известные уроженцы
- Дудочкин Василий Иванович (р. 1 января 1923) — комбайнёр совхоза «Тамалинский», Герой Социалистического Труда (1973)[4].